# طالب‌آباد (ری)
طالب‌آباد، روستایی در دهستان قلعه‌نو  بخش قلعه نو شهرستان ری از توابع استان تهران ایران است.

## جمعیت
براساس سرشماری مرکز آمار ایران در سال ۱۳۸۵، جمعیت آن ۲٬۵۳۰ نفر (۶۱۶خانوار) بوده‌است.